# 徐炳超
徐炳超（1997年9月22日—）是中國男子演唱團體沙漠五子D5成員。曾经在2017年8月是《風度men's uno》型男模特大賽獲得總決賽冠軍。2018年时曾出席2019春夏男裝周。及后于2019年參加愛奇藝偶像男團競演養成類真人秀《青春有你》，最終止步於20強。但卻在同年加入團體，並且隨后發行了首支單曲《戰場》。

## 經歴
2019年1月，參加愛奇藝偶像男團競演養成類真人秀《青春有你》，最终止步于20强。同年与谷藍帝、丁飛俊、师铭泽、胡文煊组成沙漠五子D5。
5月1日，随组合为《瑞丽服饰美容》拍摄的《MINIBOOK》封面正式上线；5月11日，随组合参加北京冬奥会倒计时1000天“燃烧的雪”主题音乐会并演唱《站起来》。

## 影視作品

### 电视剧
| 年份   | 劇名           | 角色   | 备注   |
| ------ | -------------- | ------ | ------ |
| 2022年 | 二十四味暖浮生 | 葉文昭 | 網路剧 |

## 音乐作品

### 單曲列表
沙漠五子D5
| 專輯 | 資料                                                          | 曲目        |
| 1st  | 首張單曲《戰場》 - 發行日期：2019年5月20日 - 語言：國語       | 1. 戰場     |
| 2nd  | 第二支單曲《野Savage》 - 發行日期：2019年5月30日 - 語言：國語 | 1. 野Savage |

### 活动見面會
| 日期         | 地點 | 主題                     | 備註                 |
| 2019年6月2日 | 澳门 | 樂華娛樂十周年紀念演唱會 | 与沙漠五子D5所有成員 |

### 走秀
| 年份   | 品牌名称                                              |
| 2017年 | 卡宾20周年大秀                                        |
| 2017年 | M-77男装品牌大秀                                      |
| 2017年 | Magmode名堂 ARC/MATUTiDE/seeingman                    |
| 2017年 | 2017北京时装周                                        |
| 2019年 | Louis Vuitton Menswear Spring Summer 2019 Paris半独家 |
| 2019年 | DIOR MEN Menswear Spring Summer 2019 Paris            |
| 2019年 | Li-Ning Menswear Spring Summer 2019 Paris             |